# Pertusadina
Pertusadina es un género con cuatro especies de plantas con flores perteneciente a la familia Rubiaceae.

## Especies
- Pertusadina eurhyncha
- Pertusadina hainanensis
- Pertusadina malaccensis
- Pertusadina multifolia